# Ten Walls
Marijus Adomaitis, znan pod umetniškim primerom  Ten Walls ali Mario Basanov, litovski glasbeni producent, DJ in skladatelj *19. januar 1983.

## Glasbena kariera

### 2009–2012
Leta 2012 je pod imenom Mario Basanov Adomaitis prejel litovsko nagrado M.A.M.A. za najboljši elektronski nastop.

### 2013–danes
10. maja 2013 je Ten Walls izdal svoj debitantski EP Gotham.  9. decembra 2013 je izdal tudi svojo prvo pesem »Requiem«. 

## Diskografija

### Studijski albumi
- »Queen«
- »Lights for the Dreams«
- »Symphony«

### EP-ji
- »Gotham«
- »Requiem«
- »Shrine«

### Pesmi
- »Requiem«
- »Walking with Elephants«
- »Sparta«

## Kritike
Junija 2015 je Ten Walls na svojii Facebook strani objavil izjavo, v kateri je obsodil homoseksualnost ter jo primerjal s pedofilijo. Čez tri mesece se je za izjavo uradno javno opravičil.